# Campeonato Panamericano de Béisbol Sub-18 de 2014
El XI Campeonato Panamericano de Béisbol Sub-18 de 2014 fue una competición de béisbol internacional disputada en La Paz (México), del 5 al 14 de septiembre. El torneo fue organizado por la Federación Mexicana de Béisbol y otorgó cinco cupos a la Copa Mundial de Béisbol Sub-18 de 2015

## Equipos
Los equipos participantes. Venezuela estaba invitada al torneo, pero no participó.
| - México - Argentina - Brasil | - Canadá - Cuba - Ecuador | - Estados Unidos - Guatemala - Panamá |

## Primera fase
| Equipo         | G | P | Av    | Dif |
| -------------- | - | - | ----- | --- |
| Estados Unidos | 8 | 0 | 1.000 | 0   |
| Cuba           | 6 | 2 | .750  | 2   |
| Canadá         | 6 | 2 | .625  | 2   |
| México         | 5 | 3 | .625  | 3   |
| Brasil         | 4 | 4 | .500  | 4   |
| Panamá         | 4 | 4 | .500  | 4   |
| Argentina      | 1 | 7 | .125  | 7   |
| Ecuador        | 1 | 7 | .125  | 7   |
| Guatemala      | 1 | 7 | .125  | 7   |

## Tercer lugar
Fuente:
| Equipo | C | H | E |
| ------ | - | - | - |
| Canadá | 9 | ' | ' |
| México | 7 | ' | ' |

## Final

### Camino de Estados Unidos
Fuenteː

### Camino de Cuba
Fuenteː

### Cuba vs Estados Unidos
El partido de la final se suspendió por motivos de la amenaza por la llegada del huracán Odile. La selección de Estados Unidos fue proclamada campeón, luego de su performance en la eliminatoria.
| Equipo         | 1 | 2 | 3 | C | H | E |
| -------------- | - | - | - | - | - | - |
| Cuba           | 0 | 0 | 0 | 0 | ' | ' |
| Estados Unidos | 1 | 0 | 0 | 1 | ' | ' |

| Bandera de Estados Unidos |
| Campeón Estados Unidos    |
| Tercer título             |

## Equipo estelar
| Posición | Jugador        |
| -------- | -------------- |
| R        | Luke Horanski  |
| 1B       | Luken Baker    |
| 2B       | Omar Estévez   |
| 3B       | Brayan Hayes   |
| PC       | José Caballero |
| JD       | Trenton Clark  |
| JC       | Víctor Mesa    |
| JI       | José Oña       |
| L        | José Espino    |

R: Receptor; 1B: Primera base; 2B: Segunda base; 3B: Tercera base; PC: Parador en corto; JD, JC, JI: Jardineros; L: Lanzadores. 

## Clasificados a la Copa del Mundo
Clasificados a la Copa Mundial de Béisbol Sub-18 de 2015
| Bandera de Estados Unidos | Bandera de Cuba | Bandera de Canadá | Bandera de México | Bandera de Brasil |
| Estados Unidos            | Cuba            | Canadá            | México            | Brasil            |